# Pace Pasini
Pace Pasini (Pasino, de Pasino, Pacino) (Vicenza, 17 giugno 1583 – Padova, 1644) è stato un poeta e filosofo italiano del Rinascimento, cittadino della Repubblica di Venezia.

## Biografia
Era figlio di Pietro, discendente di una famiglia originaria della val Sabbia, trasferitasi in un primo momento a Schio e poi a Vicenza, dov'era ascritta al Consiglio Nobile della città. A metà del Seicento - più o meno all'epoca della morte di Pace - alcuni Pasini di Vicenza figurano tra i mercanti di seta e panni grossi.
Dopo i primi studi di grammatica a Vicenza, Pace continuò a Padova applicandosi agli studi giuridici, che ben presto trascurò per interessarsi della nuova scienza - fu in contatto con Galileo Galilei e con Giovanni Keplero - e soprattutto della filosofia, seguendo assiduamente le lezioni di Cesare Cremonini, impegnato nel commento 'mortalista' della Fisica e del De coelo di Aristotele e seguace dell'aristotelismo critico e razionalistico di Pietro Pomponazzi, che metteva in discussione il principio dell'immortalità dell'anima e alcuni dogmi cattolici.
Fece parte dell'Accademia degli Incogniti, una delle Accademie più attive e vivaci del Seicento veneziano e una delle più libere della penisola. A tale adesione alcuni biografi settecenteschi attribuiscono le accuse di eresia nei suoi confronti. Come invece dimostra una serie di documenti dell'Archivio di Stato di Venezia, fu un fatto di sangue a determinare il provvedimento giudiziario che lo condannò all'esilio: per un futile contenzioso privato (un diritto di passaggio riconosciuto a dei vicini), insieme con il fratello Vittelio e alcuni sicari, il 9 luglio 1623 nella villa Pavaran, ora frazione di Campiglia dei Berici, Pace uccise l'avvocato Roberto Malo e ne ferì gravemente il fratello. Nel marzo del 1624 fu condannato a cinque anni di esilio a Zara, poi ridotti di circa la metà (fu assolto e liberato il 28 gennaio 1627).
Reintegrato nella società vicentina, fu dal 25 luglio 1630 vicario a Barbarano e dall'8 luglio 1635 a Orgiano, dove era già stato agli inizi della carriera, nel 1618. La sua vita dovette scorrere come quella di tanti nobili di provincia, tra affari privati, responsabilità amministrative, passione letteraria e interessi culturali, sempre presente l'ossequio al potere della Serenissima: dediche e composizioni sono spesso dirette a podestà, capitani e dogi. Negli ultimi anni si registrano un più stretto legame con l'Accademia degli Incogniti e una maggiore produzione letteraria, sia sotto l'aspetto quantitativo che qualitativo. Fece parte della corrente poetica del marinismo, che aveva in Giovan Battista Marino il proprio modello.
Pace Pasini morì a Padova nella seconda metà del 1644.

## Opere
- Rime varie, et gli increduli, ouero De' rimedii d'amore dialogo. Dedicate al molto illustre ... Giacomo Godi, Vicenza, 1612, esordio letterario del Pasini, miscellanea di sedici componimenti in metro vario  tutti di tematica amorosa e un dialogo
- Campo Martio ouero Le bellezze di Lidia, dedicato al clariss. sig. Giulio da Molino, dell'illustriss. sig. Marco, componimento di quasi 900 versi settenari ed endecasillabi sciolti, uscito nel 1614 a Vicenza presso Francesco Grossi e dedicato a un membro dell'illustre famiglia Molino
- Rime di Pace Pasini diuise in errori, honori, dolori, verita, & miscugli, Vicenza, 1642
- Il sogno dell'illustrissimo sig. Pietro Memo.. Dedicato all'illustrissimo signor Dominico Molino, Vicenza, 1623, di carattere politico-encomiastico, racconta allegoricamente come il Sogno trasporti il podestà attraverso i cieli sino alla via Lattea, dove trova gli eroi che hanno illustrato la sua famiglia
- Rime Marinistiche, raccolta complessiva delle sue Rime scritte tra il 1617 e il 1642, fu stampata a Vicenza; fanno rientrare l'autore nel filone marinista dell'epoca.
- La Metafora. Il Trattato e le Rime. Trattato de' passaggi dall'vna metafora all'altra, et de gl'innesti dell'istesse nel quale si discorre secondo l'opinione, e l'vso de'migliori, se senza commetter diffetto, si possano vsare da' poeti, et da gli oratori. Dedicato all'illustrissimo, et eccellentiss. sig. Nicola Da Ponte, Vicenza, 1632
- Historia del cavalier perduto: del 1634, romanzo erotico - cavalleresco che indirizza il proprio interesse su vicende e situazioni feudali di provincia. La sua opera più nota si inserisce nella tradizione del romanzo barocco veneto e dei narratori Incogniti, secondo una linea che intreccia avventure cavalleresche amorose a tematiche storico-politiche[2]. Secondo Giovanni Getto è da questo romanzo che Manzoni trasse poi spunto per la stesura de I Promessi Sposi.[3][4][5]